# 常勤
常勤（じょうきん）は、フルタイム（英：full-time）ともいい、事業所の所定労働時間を通じて勤務する労働形態のこと。
法律上は、「通常の労働者」（つうじょうのろうどうしゃ）と呼称される。
これに対し、所定労働時間のうち一部を勤務する形態を「非常勤」（短時間労働者、パートタイム）と呼ばれる。
日本では、労働基準法等の法令により、変形労働時間制やみなし労働時間制を採用しない場合にあっては、原則として「1日8時間・週40時間以内」で労働時間を設定するように定められている。

## 各国のフルタイム時間
各国の週の労働時間は、
- 中華民国：40時間

- オーストラリア：およそ35～40時間[4]
- デンマーク：37時間
- フランス：35時間（中央政府レベル）[5]
- ドイツ：35～40時間
- アイスランド：40時間
- ブラジル：40～44時間
- イギリス：およそ40時間（公式定義ではない）
- 米国：およそ40時間（公式定義ではない）[6]
- イスラエル：43時間
- 日本：40時間

となっている。フルタイム時間以上に働く分は残業となり、割増賃金を受け取ることができる（月給とはみなさない）。

## 常時使用労働者
20世紀中盤に整備された古い労働法規は、常勤にあたる概念として「常時使用する労働者」という考え方をしばしば用いた。これは時間に関わらず職場で常態的に労働している者を意味し、必ずしも「就業規則上限の労働」「正規雇用契約者」を意味しなかった。
例えば、労働安全衛生規則は、常時使用労働者に健康診断を受けさせる義務などを定めているが、常時使用労働者の定義について国通達「労働安全衛生法および同法施行令の施行について」（平成47年9月18日付け基発第602号）は、労働時間こそ明記していないもののパートタイマーも含むとしている。
また、健康保険や厚生年金保険について、「昭和55年6月6日付け厚生省保険局保険課長・社会保険庁医療保険部健康保険課長・社会保険庁年金保険部厚生年金保険課長内かん」は、常用的使用関係にある者が加入対象であることを前提とした上で、その定義を「所定労働時間及び所定労働日数のおおむね4分の3以上」としている。（いわゆる3法加入の4分の3基準。ただしこの内簡は、「短時間労働者に対する健康保険・厚生年金保険の適用拡大に係る事務の取扱いについて」（平成28年5月13日付け保保発0513第1号・年管管発0513第1号）により廃止された。）
また、医療が高度化・専門化が進むにつれ、「出張医」などと呼ばれる短時間勤務の医師が生まれるようになり、労務管理などにおいて常時使用労働者である医師を定義する必要が生じたため「医療法第25条第1項に基づく立入検査要綱」（平成13年6月14日付け医薬発第637号・医政発第638号）により、週に32時間以上労働する医師が常勤であると規定された。
しかし20世紀後半以降、日本で長時間労働社会が急速に進展し、終身雇用された正規労働者は愛社精神のままに長時間時間外労働を行うのが当然となり、日本の労働者は労務管理のほぼ全ての面で正社員（就業規則の上限ぴったり（実質的には加えて大量の時間外労働）で働く者）と正社員以外の者（短時間のみ働くパートタイマー、及び正社員と同様の勤務を行うが有期雇用である者（契約社員、常勤並み非常勤者等））の2区分に断絶した。行政も考え方の転換を余儀なくされ、例えば21世紀初頭の国通達「短時間労働者の雇用管理の改善等に関する法律の一部を改正する法律の施行について」（平成19年10月1日付け基発第1001016号・職発第1001002号・雇児発第1001002号）では、所定労働時間が正社員と比較してわずかでも短ければ無条件で短時間労働者であると定義している。
このような状況の中で、21世紀初に非正規雇用の大量動員により急拡大した福祉分野において常勤（＝正規労働者）・非常勤（＝非正規労働者）という概念が整備された。

## 建設業許可制度における常勤性
建設業許可の取得・更新には、以下の要件を満たしていることを求める規定が存在する。
- 「適正な経営体制」の一部として、常勤役員等の業務経歴が一定の要件を満たしていること
- 営業所に配置される専任技術者が、その営業所に常勤して専らその職務に従事していること

建設業許可制度における常勤の定義は、「所定の場所において休日その他勤務を要しない日を除き一定の計画のもとに毎日所定の時間中、その職務に従事している者」とされている。
建設業許可における常勤性は二つの意味がある。
- 現在の常勤性
- 過去の常勤性

この二つがある。
現在の常勤性は、現勤務先でフルタイムで職務に従事している事である。
過去の常勤性は、実務経験や経営経験の計算で使われるものである。
現在の常勤性は、健康保険証などを管轄の行政庁に提示することで証明できる。
過去の常勤性は、少し複雑である。
- 役員経験は、商業登記簿、確定申告書、工事の領収書などの書類で確認。
- 専任技術者の経験は、厚生年金の記録で確認される。

フルタイムは社会保険完備が普通なので、厚生年金の記録が常勤性確認に使われる。
年に1回送られてくるねんきん定期便などを見ると、勤務先の情報が書かれている。
この情報を元に、専任技術者の過去の常勤性が証明できる。
個人事業主の場合、国民年金と国民健康保険に加入が一般的なので、年金の記録では勤務先の情報が分からない。
個人事業主の過去の常勤性は、事業主本人の所得税の確定申告書で証明するしかない。
問題は確定申告書が残っていない場合である。
この場合は税務署に情報公開請求を行えば確定申告書が入手できる。
ただ個人事業主が確定申告していない場合は、過去に遡って確定申告をすることになる。
税務署にも確定申告を忘れた場合の申告方法が書かれている。
この場合、無申告加算税が課されることになる。
無申告加算税は大体、15％から20％の上乗せ。

## 常勤換算
常勤換算とは、常勤・非常勤の従事者数を「常勤」に置き換えた場合の人数、及びその換算方法をいう。
常勤者1名は、常勤に換算すると1名であり、常勤の50%の時間を勤務する非常勤者は、常勤換算は0.5名（1名×50%）ということになる。
医療・福祉の事業所の運営を定めた省令において、必要とされる資格者の数が常勤換算で定められている例が少なくない。
例えば、訪問介護事業者は、ヘルパーを常勤換算2.5名置くことが必要である。